# Heinz Politzer
Heinz Politzer (geboren am 31. Dezember 1910 in Wien, Österreich-Ungarn; gestorben am 31. Juli 1978 in Berkeley/Cal.) war ein österreichisch-US-amerikanischer Schriftsteller und Literaturwissenschaftler.

## Leben
Heinz Politzer studierte in Wien und Prag Germanistik und Anglistik. 1938 emigrierte er nach Palästina (ab 1941 in Jerusalem). Ab 1947 lebte er in den USA, deren Staatsbürgerschaft er 1952 annahm. Dort war Politzer zunächst Professor am Oberlin College in Ohio (1952–1960), zwischen 1960 und 1978 dann Professor für deutsche Sprache und Literatur an der University of California, Berkeley.
Als Schriftsteller schuf er Gedichte, Erzählungen, Romane und Kritisches. Als Literaturwissenschaftler wies er sich als Experte zu Franz Kafka aus. Nachdem Politzer schon in Deutschland begonnen hatte, an der Herausgabe von Kafkas Gesamtwerk (Sämtliche Werke) durch Max Brod im Schocken Verlag Berlin mitzuwirken (1935, Band I: Erzählungen und kleine Prosa), machte er Kafka später in den Vereinigten Staaten bekannt, besorgte die Herausgabe der ersten kompletten Ausgabe von Kafkas Werken in den USA, wobei er weiterhin in enger Verbindung zu Max Brod stand. 

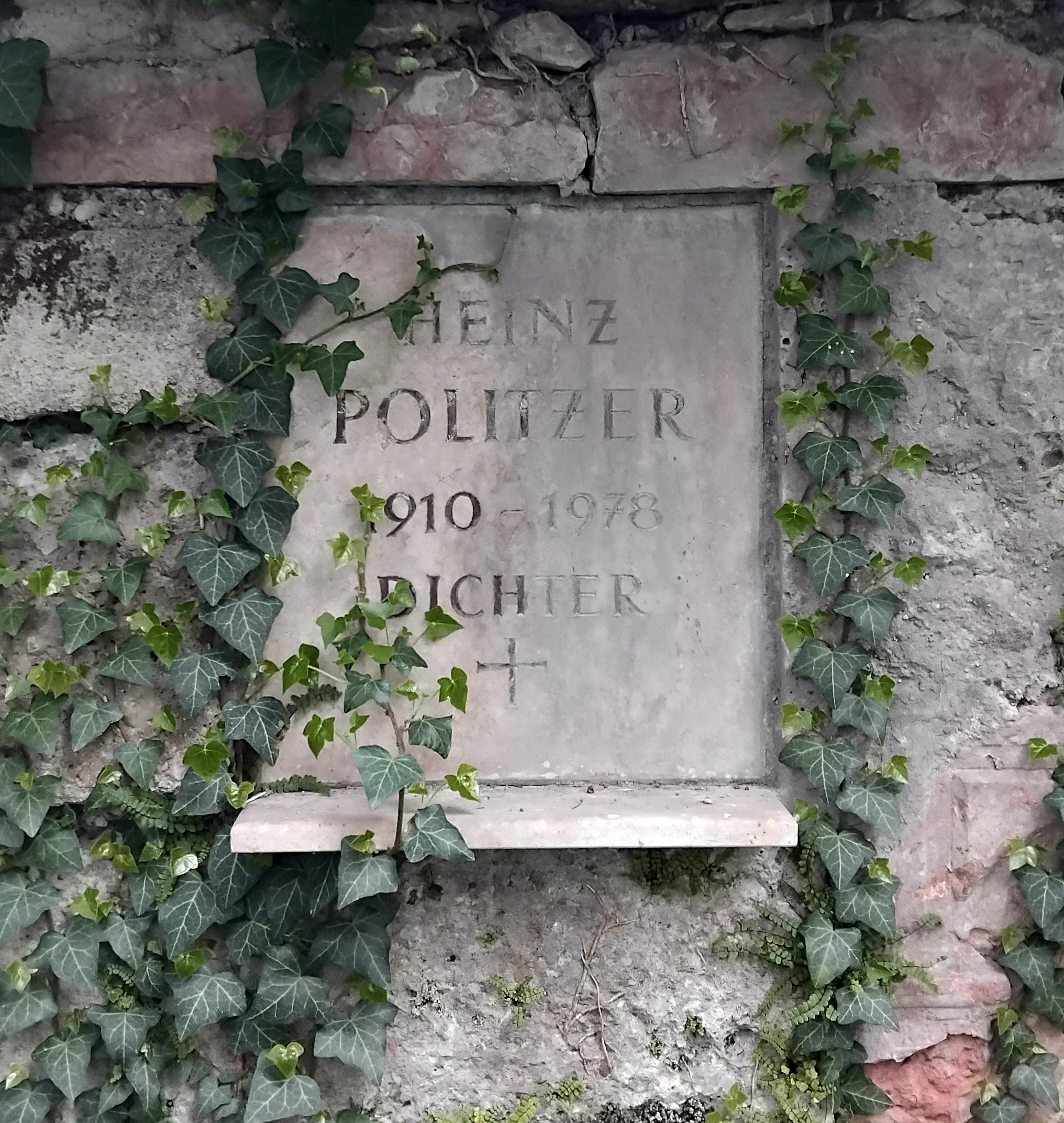
Petersfriedhof Salzburg - Urnenwandgrab von Heinz Politzer

Unter den ihm zuteil gewordenen Ehrungen findet sich die Einladung, die festliche Eröffnungsrede Musikerlöste Dämonie zu den Salzburger Festspielen 1976 zu halten. 1974 wurde ihm der Preis der Stadt Wien für Geisteswissenschaften verliehen.
Heinz Politzer ruht in einem Urnenwandgrab auf dem Petersfriedhof in Salzburg. Zum Zeitpunkt seines Todes hinterließ er seine Frau Jane Hinman Horner Politzer und vier gemeinsame Söhne: Mike, Dave, Steve und Eric.

## Veröffentlichungen (Auswahl)
- als Hrsg. (aus den Schriften Kafkas zusammengestellt): Franz Kafka: Vor dem Gesetz. Schocken Verlag, Berlin 1934 (= Bücherei des Schocken Verlags 19)
- Fenster vor dem Firmament. Gedichte. 1937.
- als Hrsg.: Die goldene Gasse. Jüdische Sagen und Legenden. Auswahl aus den Sippurim, neu gefaßt. Mit Bildern von Friedrich Feigl. Löwit, Wien/Jerusalem 1937.
- Gedichte: Jerusalem. 1941.
- Franz Kafka. 1962.
- Heinrich von Kleists Würzburger Reise. In: CIBA Symposium. Band 13, Nr. 1, 1965, S. 21–27.
- Franz Grillparzer oder Das abgründige Biedermeier. 1967.
- Das Schweigen der Sirenen. 1968.
- als Hrsg.: Johannes Urzidil: Morgen fahr’ ich heim. Böhmische Erzählungen.
- Ödipus. 1974.
- Freud und das Tragische. 2003.